# Luciano De Sanzuane
Luciano De Sanzuane (Venezia, ... – ...; fl. XX secolo) è stato un calciatore italiano, di ruolo portiere.

## Carriera
Dopo aver militato nella Virtus Venezia, disputa con il Venezia 14 partite nel campionato di Divisione Nazionale 1928-1929.